# Tertiaire structuur (eiwitten)
De tertiaire eiwitstructuur is de volledige driedimensionale vouwing van een eiwit. De tertiaire structuur is afhankelijk van de aminozuursequentie van het polypeptide. De zijketens van de aminozuren waaruit het eiwit bestaat gaan interacties aan met elkaar, en zorgen ervoor dat het eiwit zich als geheel ruimtelijk opvouwt. Door elektrostatische, polaire en hydrofobe interacties treedt stabilisatie op van de ruimtelijke vorm. Nadat de tertiaire structuur is aangenomen, kan een eiwit in de meeste gevallen zijn functie vervullen. Sommige eiwitten vormen met andere eiwitten een groot complex: de quaternaire structuur.
Belangrijk bij de totstandkoming van de tertaire structuur is de vorming van zwavelbruggen. Dit zijn covalente verbindingen die optreden tussen de zwavelatomen van cysteïne-residuen. Zwavelbruggen zijn vele malen sterker dan de non-covalente interacties en geeft de gevouwen polypeptideketen een grote stabiliteit.
In de biofysica wordt de tertiaire structuur van eiwitten gedefinieerd door middel van atomaire coördinaten. Deze coördinaten kunnen ook gebruikt worden om eiwitdomeinen te beschrijven. Een eiwitdomein is een zelfstandig functionerend onderdeel van een eiwit met een geconserveerde tertiaire structuur.

## Geschiedenis
Kennis van de tertiaire structuur van eiwitten ontwikkelde zich vanaf 1900. Hoewel Hermann Emil Fischer al gesuggereerd had dat eiwitten opgebouwd waren uit polypeptiden met specifieke aminozuurzijketens, kwam Dorothy Maud Wrinch als eerste met gegronde theorieën over de ruimtelijkheid van eiwitstructuren. Wrinch toonde dit aan met het Cyclol-model: een (wiskundige) voorspelling van de structuur van een globulair eiwit. Met de opkomst van meer geavanceerde microscopische technieken kreeg men de mogelijkheid tertiaire structuren te bepalen tot binnen 5 ångström (0,5 nm) voor kleine eiwitten (<120 residuen) en, onder gunstige omstandigheden, betrouwbare voorspellingen te doen over secundaire structuren.

## Vouwing van tertiaire structuur

### Natieve conformatie
De tertiaire structuur van een eiwit komt tot stand door de ruimtelijke vouwing van een polypeptide. Een eiwit dat in zijn natieve conformatie is gevouwen, heeft doorgaans een lagere vrije energie (een combinatie van enthalpie en entropie) dan de ongevouwen conformatie. Een eiwit heeft altijd de neiging een conformatie aan te nemen met de laagste hoeveelheid vrije energie. Omdat er veel conformaties bestaan die een vergelijkbare hoeveelheid vrije energie hebben, zijn eiwitstructuren dynamisch: ze kunnen makkelijk van de ene structuur in de andere structuur overgaan.
Globulaire eiwitten hebben een kern van hydrofobe aminozuurresiduen en een oppervlakte van geladen, hydrofiele residuen die interacties aangaan met water. Deze rangschikking van aminozuren kan de tertiaire structuur stabiliseren. Bij secretie-eiwitten bijvoorbeeld, die buiten het cytoplasma worden gelokaliseerd, komen zwavelbruggen voor tussen cysteïneresiduen om de tertiaire structuur te behouden. Zowel zwavelbruggen als een hydrofobe kern zijn onderdelen van de tertiaire structuur die bij zeer veel eiwitten voorkomen, zelfs bij eiwitten met verschillende evolutionaire achtergronden.

### Andere determinanten
De natieve conformatie van een eiwit is thermodynamisch gezien een stabiele toestand. Chaperonne-eiwitten in het cytoplasma helpen een nieuw gesynthetiseerd polypeptide zijn natieve conformatie aan te nemen. Sommige chaperonne-eiwitten zijn zeer specifiek aangepast aan hun doeleiwit, zoals proteïne disulfide-isomerase. Andere chaperonnes functioneren bij meerdere eiwitten, bijvoorbeeld GroEL en GroES in prokaryoten.
De tertiaire structuur van een eiwit kan veranderen wanneer het bindt aan een ligand, bijvoorbeeld aan een cofactor. Een eiwit dat gebonden is aan zijn ligand, noemt men de holostructuur. Een ongebonden eiwit daarentegen wordt apostructuur genoemd.

## Experimentele bepaling
Bepaling van de ruimtelijke structuur van eiwitten is een groot en belangrijk onderzoeksveld. Hoewel er veel technieken bestaan waarmee de tertiaire structuur kan worden vastgesteld, zijn er binnen de structuurbiologie een aantal hoofdtechnieken te onderscheiden.
- Röntgenkristallografie is een veelgebruikte techniek om de eiwitstructuur te bepalen. Het biedt een hoge resolutie, maar geeft geen informatie over de conformationele flexibiliteit van eiwitten.
- Kernspinresonantie (NMR) van eiwitten geeft een relatief lagere resolutie van de eiwitstructuur. De techniek kan dan ook niet gebruikt worden bij grote eiwitcomplexen. Metingen kunnen echter wel een indruk geven van de conformationele veranderingen van een eiwit in oplossing.
- Cryogene elektronenmicroscopie (cryo-EM) wordt gebruikt om zowel de tertiaire als de quartaire structuur van een eiwit of eiwitassemblages te bepalen. Het is bijzonder geschikt voor grote eiwitten en symmetrische complexen van subunits.